# 库尔和比伊
库尔和比伊（法語：Cour-et-Buis，法語發音：[kuʁ e bɥi]）是法国伊泽尔省的一个市镇，属于维埃纳区。

## 地理
库尔和比伊（45°26'25"N, 5°0'18"E）面积13.73 平方千米，位于法国奥弗涅-罗讷-阿尔卑斯大区伊泽尔省，该省份为法国东南部内陆省份，北起顺时针与安省、萨瓦省、上阿尔卑斯省、德龙省、阿尔代什省、卢瓦尔省和罗讷省。
与库尔和比伊接壤的市镇（或旧市镇、城区）包括：埃赞皮内、梅谢、蒙瑟沃鲁、普里马雷特、圣于连德莱尔姆。

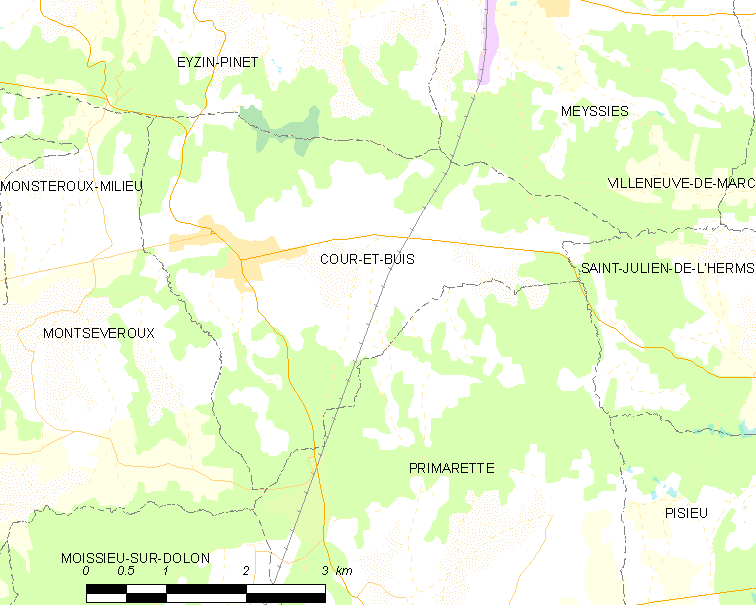
库尔和比伊的OSM定位图

库尔和比伊的时区为UTC+01:00、UTC+02:00（夏令时）。

## 行政
库尔和比伊的邮政编码为38122，INSEE市镇编码为38134。

## 政治
库尔和比伊所属的省级选区为鲁西永县。

## 人口

1962-2008年间库尔和比伊人口变化图示

库尔和比伊于2022年1月1日时的人口数量为926人。